# Sedum-Alkaloide

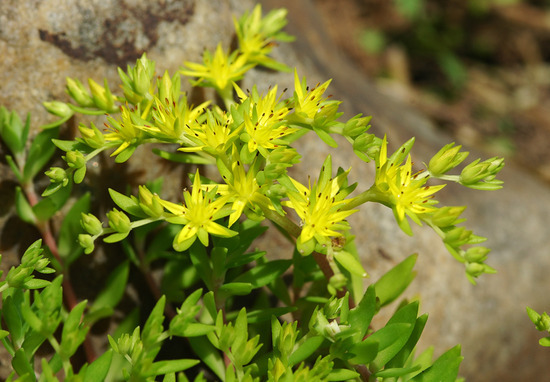
Ausläufer-Fetthenne (Sedum sarmentosum)

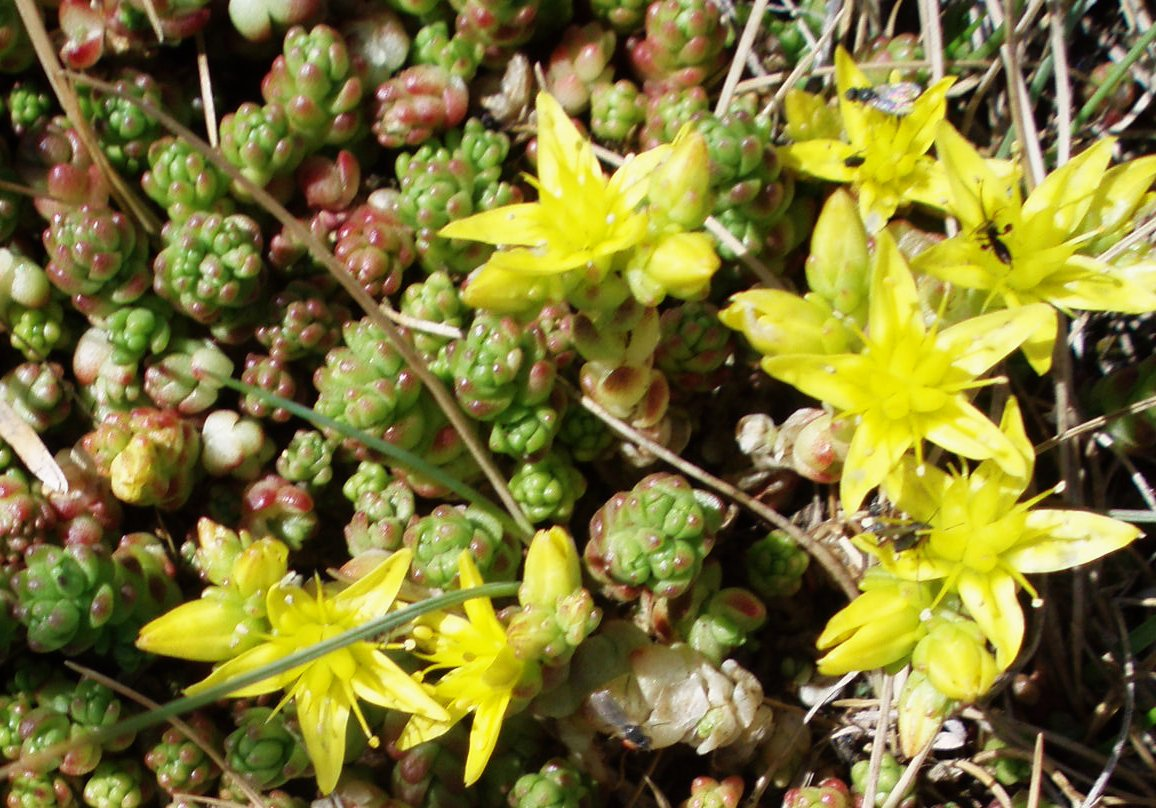
Scharfer Mauerpfeffer (Sedum acre)

Sedum-Alkaloide sind Naturstoffe des Piperidin-Alkaloid-Typs. Sedum-Alkaloide sind 2- oder 2,6-substituierte Piperidinderivate, die Ähnlichkeiten in der Struktur und der Biosynthese zu den Punica- und Lobelia-Alkaloiden aufweisen.

## Vorkommen
Die Sedum-Alkaloide können aus Sedum-Arten (Crassulaceae), u. a. Sedum sarmentosum und Sedum acre isoliert werden. Sowohl (–)-Sedamin als auch (+)-Sedamin können aus der Pflanze Sedum acre isoliert werden.

## Vertreter
Der bekannteste Vertreter ist das Sedamin. Weitere Vertreter sind Sedridin, Allosedridin, N-Methylisopelletierin und N-Methylallosedridin.

(+)-Sedamin
(+)-Sedridin
(–)-Allosedridin

## Eigenschaften
Sedamin ist verantwortlich für den scharfen Geschmack des Mauerpfeffers. Sedum-Alkaloide gelten als wenig giftig. Pharmakologische Wirkungen sind nicht eindeutig belegt.

## Synthese
Als Ausgangsmaterial dient N-Methyl-α-phenacylpiperidin („Sedaminketon“). Durch Reduktion der Ketogruppe mit Lithiumalanat wird das racemische Sedamin bevorzugt gebildet. Bei katalytischer Hydrierung, beispielsweise des Hydrochlorids, mit Raney-Nickel entsteht ein Gemisch zu gleichen Teilen aus racemischen Sedamin und racemischen Allosedamin.